# Гетто в Городее
Гетто в Городе́е (лето 1941 — 17 июля 1942) — еврейское гетто, место принудительного переселения евреев посёлка Городея Несвижского района Минской области и близлежащих населённых пунктов в процессе преследования и уничтожения евреев во время оккупации территории Белоруссии войсками нацистской Германии в период Второй мировой войны.

## Оккупация Городеи и создание гетто
В предвоенные годы в городском посёлке Городея жили 796 евреев.
26 июня 1941 года посёлок был захвачен войсками вермахта, и оккупация продлилась до 2 (4) июля 1944 года. Заняв Городею, немцы, реализуя нацистскую программу уничтожения евреев, организовали в местечке гетто.

## Уничтожение гетто

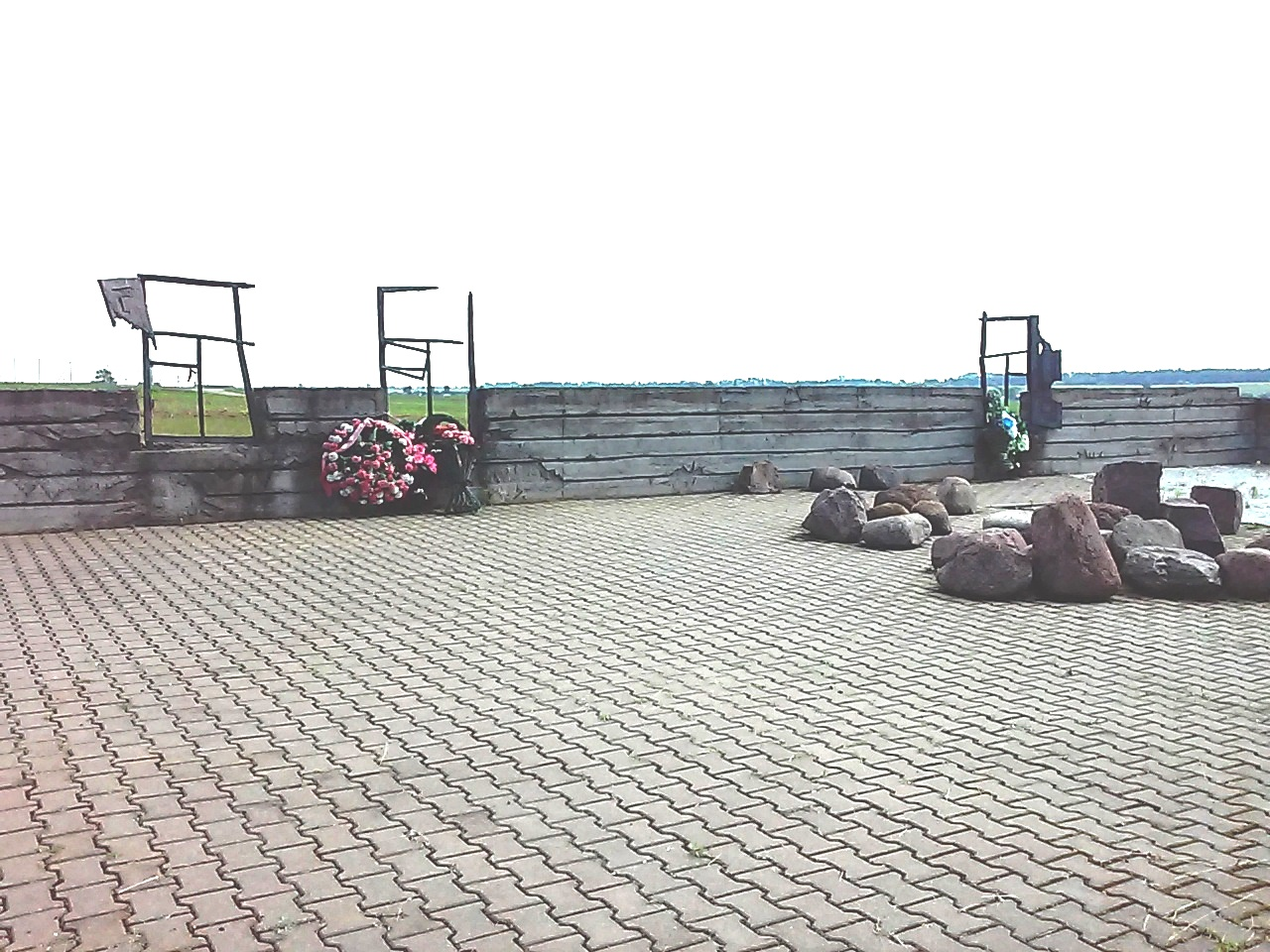

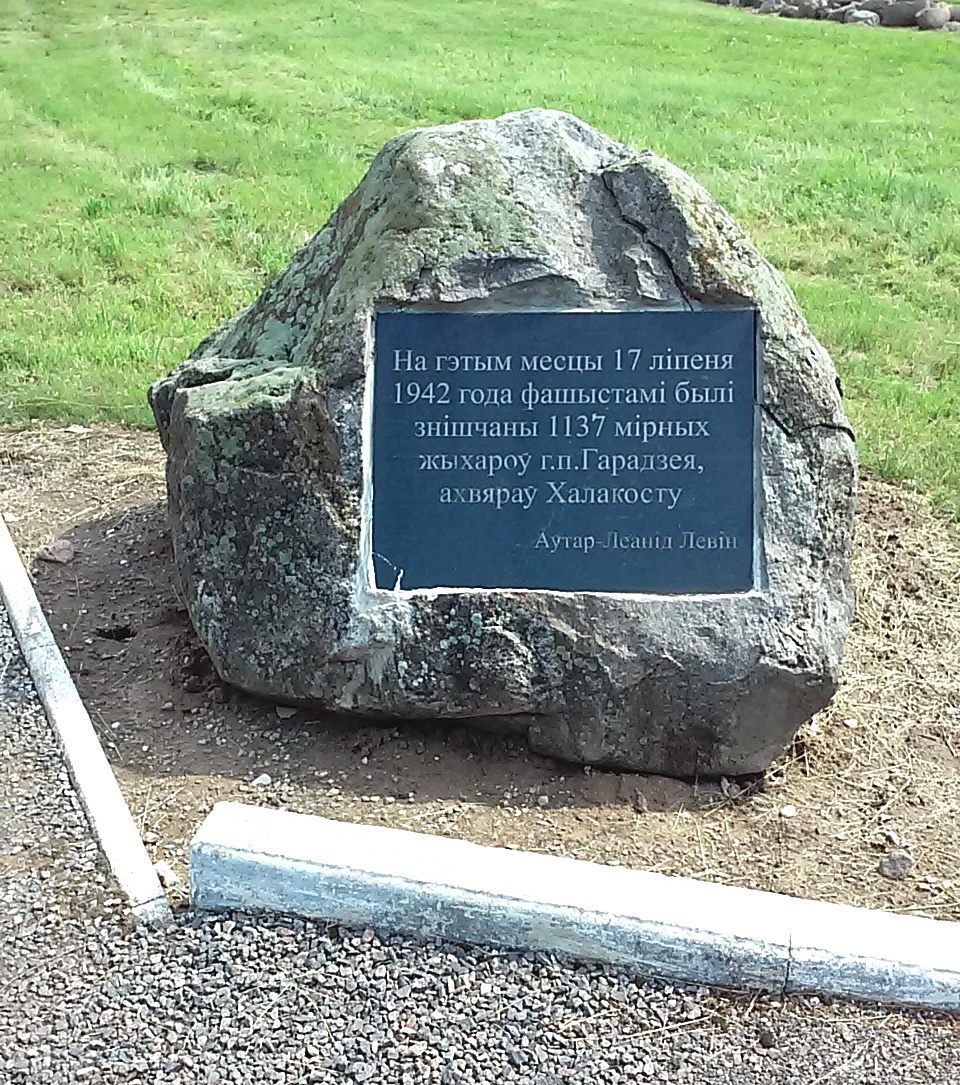
Элементы мемориального комплекса

Рано утром 17 (18) июля 1942 года территория Городейского гетто была оцеплена полицаями. Узникам приказали срочно собраться на привокзальной площади. Полицаи тщательно обыскивали гетто — ходили по домам и выталкивали евреев к месту сбора. На площадь согнали 1137 человек, им приказали лечь на землю лицом вниз. Тех, кто пытался поднять голову или протестовать, избивали до полусмерти или расстреливали на месте, а плачущих детей убивали палками. На грузовиках приехали 50 карателей и стали ездить автомашинами прямо по людям. Выживших евреев отвели в песчаный карьер на окраине Городеи и расстреляли. Многих закопали ещё живыми. Часть евреев убивали, рассекая им головы лопатами.
В этот день были убиты все оставшиеся 1137 евреев гетто Городеи.

## Организаторы и исполнители убийств
Сохранились имена некоторых организаторов и исполнителей «акции» (таким эвфемизмом немцы предпочитали называть массовые убийства): комендант полиции посёлка Моцкало Болеслав, заместитель начальника Несвижской городской тюрьмы Александр Семенович Кудлач, полицай Кулаковский.

## Память
В Городее на могиле жертв нацизма упоминание о евреях отсутствует. В 2004 году в посёлке был возведён мемориальный комплекс погибшим евреям Городейского гетто (автор — Л. М. Левин). Мемориальный комплекс представляет собой разрушенный угол символического еврейского дома, в котором о жилье напоминают только три окна. К месту убийства ведет узкая тропинка вдоль аллеи рябин, красные ягоды которой похожи на капли крови. Рядом тянется гряда из 1137 камней-валунов, собранных жителями окружающих деревень в память о жертвах Катастрофы.